# Strijd tussen Liefde en Kuisheid
De Strijd tussen Liefde en Kuisheid is een tussen 1503 en 1505 door Pietro Perugino vervaardigd schilderij dat zich bevindt in het Louvre te Parijs. Oorspronkelijk werd het gemaakt voor de studiolo van Isabella d’Este in het Hertogelijk Paleis te Mantua, Italië.

## Geschiedenis
Het schilderij is het 3e in een serie van 7 die Isabella d’Este liet maken, na de doeken door Mantegna: de Parnassus (1497) en de Triomf van de Deugd (1499-1502). Het onderwerp voor het werk kwam misschien van de poëet en adviseur van Isabella, Paride da Ceresara. Hierover is veel documentatie bewaard gebleven vanwege de veelvuldige correspondentie tussen Isabella en Perugino, die op dat moment actief was in de werkplaats te Florence. Het literaire thema, dat op alle onderdelen was uitgewerkt, werd in een akte vastgelegd waarbij ook een tekening werd opgenomen waarop de schilder zich moest baseren. Volgens het zeer gedetailleerde programma mocht de schilder enkele minder belangrijke episodes weglaten, maar was het hem absoluut verboden zelf verzonnen figuren toe te voegen of wijzigingen door te voeren. Toen hij in plaats van een geklede Venus een naakte had geschilderd, liet Isabella hem dan ook via haar adviseurs - die de werkplaats van de schilder regelmatig bezochten - weten dat zij daar absoluut niet mee akkoord ging.
Toen het schilderij in 1505 werd afgeleverd, was Isabella er niet helemaal tevreden over. Ze was van mening dat het mooier geweest zou zijn als het in olieverf zou zijn uitgevoerd, terwijl er echter juist volgens haar expliciete instructies tempera was gebruikt om in de stijl van Mantegna te blijven. Daarnaast had Perugino zich waarschijnlijk ongemakkelijk gevoeld bij het schilderen van een dergelijke intieme compositie, in plaats van een groot formaat werk te maken, hetgeen hij gewoon was te doen. De compositie komt dan ook een beetje chaotisch over, het ontwerp is minder in vergelijking met de 2 eerdergenoemde werken van Mantegna. Het geheel leverde de schilder dan ook niet meer dan 100 dukaten op.
Omstreeks 1627 werd het schilderij, tezamen met alle andere, door Carlo I di Gonzaga-Nevers geschonken aan kardinaal de Richelieu in Parijs, waarna ze terechtkwamen in de koninklijke collecties van Lodewijk XIV. Na de Franse Revolutie verhuisden ze naar het net opgerichte Louvre.

## Beschrijving en stijl
In een lieflijk landschap dat typisch is voor de Umbrische schilder, met lage heuvels die langzaamaan opgaan in de horizon, vindt de strijd plaats tussen de symbolische figuren die staan voor Liefde en Kuisheid, een thema dat aansluit bij dat van de andere werken in de studiolo. 
We zien veel mythische figuren, zoals Minerva, Diana, Venus, Anteros, nimfen, faunen, satyrs en putti. Tegen deze achtergrond ontwaren we verschillende mythologische episodes die verband houden met de overwinning van de Kuisheid op de vleselijke Liefde: Apollo en Daphne, Jupiter en Europa, Mercurius en Glaucus, Polyphemos e Galatea, Pluto en Persephone en Neptunus met de nimf die in een kraai verandert.